# Olofernes (príncep)
Olofernes o Orofernes (en llatí Olophernes o Orophernes, en grec antic ̓Ολοφερνης, ̓Οποφέρνης, ̓Οπ̓π̔οφέρνης) era un príncep de Capadòcia, fill del rei Ariamnes I i germà del rei Ariarates I, el primer rei independent de Capadòcia i pare del rei Ariaramnes I.
Molt apreciat pel seu germà Ariarates I, el va nomenar pels més importants llocs del regne. Quan Artaxerxes III de Pèrsia va fer la seva campanya d'Egipte, Olofernes va dirigir el contingent capadoci que va ajudar els perses, l'any 350 aC. L'esmenta de manera confosa Diodor de Sicília que diu que va servir al rei Artaxerxes III de Pèrsia a Egipte, junt amb Bagoes i Mentor de Rodes potser l'any 343 aC. A la tornada d'aquesta expedició, carregat de riqueses i recompenses pels seus serveis, que l'hi havia donat Artaxerxes, es va instal·lar al seu país i va morir allà.
Va deixar dos fills de noms Ariaramnes (o Ariarates) i Arises. El seu germà Ariarates I va adoptar com a fill a Ariaramnes, que després va ser rei amb el nom d'Ariaramnes I.